# Mètodes per comparar els millors escaquistes de la història

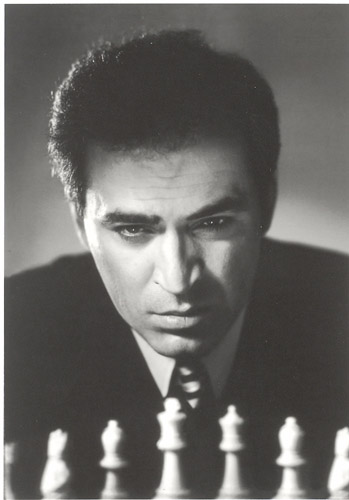
Garri Kaspàrov, el millor jugador d'escacs de tots els temps, segons la majoria de mètodes comparatius.

Aquest article relaciona una sèrie de metodologies que s'han suggerit per tal de comparar els millors jugadors d'escacs de la història, i, en particular, per tractar de solucionar la qüestió de la comparació entre els més grans jugadors de diferents èpoques. Els mètodes estadístics ofereixen objectivitat, però cal tenir en compte que, mentre que hi ha acord sobre els sistemes per mesurar la força dels jugadors contemporanis, hi ha en canvi controvèrsia sobre si aquestes tècniques es poden aplicar als jugadors de diferents generacions i èpoques que mai van competir entre si.

## Mètodes estadístics

### Sistema Elo
Segurament, el més conegut sistema estadístic és el dissenyat per n'Árpád Élő. Al seu llibre (de 1978) The Rating of Chessplayers, Past and Present, hi indicà l'avaluació d'alguns jugadors, corresponent als cinc millors anys de la seva carrera. D'acord a aquest sistema, l'avaluació dels millors jugadors seria:
- 2725 – José Raúl Capablanca
- 2720 – Mikhaïl Botvínnik, Emanuel Lasker
- 2700 – Mikhaïl Tal
- 2690 – Aleksandr Alekhin, Paul Morphy, Vassili Smislov.

(Tot i que la publicació de l'obra és de 1978, la llista d'Elo no incloïa avaluacions de cinc anys per a Bobby Fischer ni per Anatoli Kàrpov. La llista d'Elo de la FIDE de gener de 1978 donava 2780 per a Fischer i 2725 per a Kàrpov.)
El 1970, la FIDE va adoptar el sistema Elo per avaluar els jugadors d'escacs, de manera que una possible via per comparar escaquistes de diferents èpoques seria simplement comparar les seves avaluacions Elo. Les millors avaluacions Elo de la història són a la taula de sota.
| Núm. | Elo  | Jugador              | Any-mes |
| ---- | ---- | -------------------- | ------- |
| 1    | 2881 | Magnus Carlsen       | 2014-03 |
| 2    | 2851 | Garri Kaspàrov       | 1999-07 |
| 3    | 2830 | Levon Aronian        | 2014-03 |
| 4    | 2817 | Viswanathan Anand    | 2011-03 |
| 5    | 2813 | Vesselín Topàlov     | 2006-07 |
| 6    | 2811 | Vladímir Kràmnik     | 2809[4] |
| 7    | 2796 | Fabiano Caruana      | 2013-07 |
| 8    | 2793 | Teimur Radjàbov      | 2012-11 |
| 9    | 2789 | Hikaru Nakamura      | 2014-01 |
| 10   | 2788 | Aleksandr Morozévitx | 2008-07 |
| 11   | 2788 | Serguei Kariakin     | 2011-07 |
| 12   | 2787 | Vassil Ivantxuk      | 2007-10 |
| 12   | 2786 | Hikaru Nakamura      | 2012-10 |
| 13   | 2786 | Aleksandr Grisxuk    | 2013-10 |
| 14   | 2785 | Bobby Fischer        | 1972-04 |
| 15   | 2780 | Anatoli Kàrpov       | 1994-07 |
| 16   | 2777 | Borís Guélfand       | 2013-11 |
| 17   | 2775 | Xakhriar Mamediàrov  | 2013-08 |
| 18   | 2769 | Piotr Svídler        | 2013-05 |
| 19   | 2764 | Ruslan Ponomariov    | 2011-07 |
| 20   | 2763 | Péter Lékó           | 2005-04 |
| 21   | 2763 | Gata Kamsky          | 2013-07 |
La valoració mitjana d'Elo dels millors jugadors ha anat augmentant amb el temps. Per exemple, la mitjana dels 100 millors jugadors en actiu va passar de 2.644 el juliol de 2000, a 2689 el gener de 2010, un augment de 45 punts. Molta gent creu que aquest increment és degut principalment al fenomen de la inflació d'Elo, cosa que faria impracticable la comparació entre jugadors de diferents èpoques.
Arpad Elo era de l'opinió que era inútil intentar utilitzar les qualificacions per comparar jugadors de diferents èpoques, ja que en la seva opinió, com a molt es podia mesurar la força d'un jugador en comparació amb la dels seus contemporanis. També va afirmar que el procés d'avaluar jugadors, només podia obtenir uns resultats com a molt, aproximats; i ho va comparar amb l'intent de "mesurar la posició d'un suro que puja i baixa sobre la superfície d'una aigua agitada, amb un pal llarg lligat a una corda i que a més s'estigui gronxant en el vent".

### Chessmetrics
Molts estudiosos de l'estadística posteriors a Elo han dissenyat mètodes per avaluar escaquistes retrospectivament. Jeff Sonas, per exemple, anomena el seu sistema Chessmetrics. Aquest sistema valora moltes partides jugades després de la publicació del llibre d'Elo, i afirma tenir en compte també la inflació de qualificacions que el sistema Elo, pel que sembla, ha patit.
Cal advertir que la qualificació Chessmetrics té en compte la freqüència de joc. Segons Sonas, "Tan aviat com esteu un mes sense jugar, la vostra qualificació Chessmetrics començarà a baixar". Tot i que naturalment el fet que els jugadors es mantinguin actius és de l'interès dels aficionats als escacs, no és clar per què la qualificació d'una persona, allò que reflecteix la seva habilitat en els escacs, hagi de caure si el jugador està inactiu per un període.
Sonas, com Elo, reconeix de tota manera que és inútil tractar de comparar la força dels jugadors de diferents èpoques. En la seva explicació del sistema de Chessmetrics, hi diu:
Per descomptat, una avaluació sempre indica el nivell de domini d'un jugador en particular contra els seus rivals contemporanis; no diu res sobre si el jugador és més fort/feble en la seva capacitat tècnica real respecte d'un jugador que estigui molt lluny d'ell en el temps. Per això, no podem dir que Fischer en la dècada de 1970 o Capablanca en la dècada de 1920 van ser els "més forts" escaquistes de tots els temps; en canvi, sí que podem dir amb cert grau de certesa que foren els dos jugadors més dominants de tots els temps. Aquest és l'àmbit del que aquestes valoracions ens poden indicar.
Això no obstant, el lloc web de Sonas sí que compara jugadors de diferents èpoques, i mostra que en aquests casos el sistema Chessmetrics és força sensible a la durada dels períodes comparats. Incloses dades fins al desembre de 2004, les classificacions que dona són:
| Posició | 1 any             | 5 anys            | 10 anys           | 15 anys           | 20 anys           |
| ------- | ----------------- | ----------------- | ----------------- | ----------------- | ----------------- |
| 1       | Bobby Fischer     | Garri Kaspàrov    | Garri Kaspàrov    | Garri Kaspàrov    | Garri Kaspàrov    |
| 2       | Garri Kaspàrov    | Emanuel Lasker    | Emanuel Lasker    | Anatoli Kàrpov    | Anatoli Kàrpov    |
| 3       | Mikhaïl Botvínnik | José Capablanca   | Anatoli Kàrpov    | Emanuel Lasker    | Emanuel Lasker    |
| 4       | José Capablanca   | Mikhaïl Botvínnik | José Capablanca   | José Capablanca   | Aleksandr Alekhin |
| 5       | Emanuel Lasker    | Bobby Fischer     | Bobby Fischer     | Aleksandr Alekhin | Víktor Kortxnoi   |
| 6       | Aleksandr Alekhin | Anatoli Kàrpov    | Mikhaïl Botvínnik | Mikhaïl Botvínnik | Vassili Smislov   |

En un article a ChessBase de 2005, Sonas empra Chessmetrics per avaluar l'actuació anual històrica dels jugadors, i arriba a la conclusió que en Kaspàrov ha estat el jugador dominant durant més anys, seguit de prop per Lasker i Kàrpov.

### Warriors of the Mind
En contrast amb els sistemes d'Elo i de Sonas, el llibre Warriors of the Mind de Raymond Keene i Nathan Divinsky intenta establir un sistema d'avualuació que pretén comparar directament la força de joc dels jugadors actius en diferents èpoques, i així determinar quin ha estat el millor jugador de tots els temps. Considerant partides jugades entre seixanta-quatre dels millors jugadors de la història, arriben a la confecció de la següent llista:
1. Garri Kaspàrov, 3096
2. Anatoli Kàrpov, 2876
3. Bobby Fischer, 2690
4. Mikhaïl Botvínnik, 2616
5. José Raúl Capablanca, 2552
6. Emanuel Lasker, 2550
7. Víktor Kortxnoi, 2535
8. Borís Spasski, 2480
9. Vassili Smislov, 2413
10. Tigran Petrossian, 2363

Aquests "nombres de Divinsky" no estan en la mateixa escala que les avaluacions Elo (la darrera persona de la llista, Johannes Zukertort, té un nombre de Divinsky de 873, que seria actualment inferior a l'Elo d'un jugador principiant). El sistema de Keene i Divinsky no ha trobat massa acceptació, i Warriors of the Mind ha estat criticat també pel seu arbitrari procés de selecció de jugadors, i per l'oblit de jugadors moderns.

## Moviments reals comparats amb els que triaria un ordinador
El 2006, Matej Guid i Ivan Bratko, del Departament de Computació i ciències de la informació de la Universitat de Ljubljana, Eslovènia, varen crear un mètode informàtic d'anàlisi de les habilitats escaquístiques al llarg de la història.
La base de la seva avaluació és la diferència entre la valoració de la posició resultant de les jugades fetes pels jugador d'escacs humans i la dels moviments triats com a millors per un programa d'escacs, Crafty. També comparaven el nombre mitjà d'errors comesos pel jugador humà. Els moviments d'obertura van ser exclosos, en un intent d'evitar la interferència dels avenços en la teoria d'obertures. Segons la seva anàlisi, el millor jugador ha estat José Raúl Capablanca, seguit de prop per Vladímir Kràmnik
Varen analitzar els matxs pels Campionats del món “Clàssics”, i els resultats pels catorze Campions del món “clàssics” foren els següents:
Jugadors classificats segons el menor nombre d'errors:
1. José Raúl Capablanca
2. Vladímir Kràmnik
3. Anatoli Kàrpov
4. Garri Kaspàrov
5. Borís Spasski
6. Tigran Petrossian
7. Emanuel Lasker
8. Bobby Fischer
9. Aleksandr Alekhin
10. Vassili Smislov
11. Mikhaïl Tal
12. Mikhaïl Botvínnik
13. Max Euwe
14. Wilhelm Steinitz

El mètode ha rebut diverses crítiques, entre les quals: l'estudi va emprar una versió modificada de Crafty en lloc de la versió estàndard; tot i que fins i tot amb la versió estàndard de Crafty no n'hi hauria prou per avaluar el joc dels campions del món, resulta que una de les restriccions impedia el programa d'aprofundir més de 12 moviments en l'anàlisi, cosa que resulta sovint insuficient. El 2006 l'avaluació Elo de Crafty's era de 2657, per sota de molts jugadors humans i de diversos altres programes d'ordinador.
Es va intentar un projecte similar el 2007 emprant Rybka 2.3.2a i una versió modificada de Crafty 20.14.
Les anàlisis de Rybka 3 i les comparacions amb les avaluacions actuals són a http://web.zone.ee/chessanalysis/summary450.pdf Arxivat 2010-09-23 a Wayback Machine.

## Llistes subjectives
Diversos destacats jugadors i escriptors d'escacs han intentat avaluar els millors escaquistes de la història. Generalment aquestes llistes intenten combinar els dos mètodes descrits anteriorment: actuacions comparades i anàlisi de les partides.

### Viswanathan Anand
Quan va ser entrevistat poc després de la mort de Fischer, el vigent campió del món Viswanathan Anand avaluava Kaspàrov com a primer i Fischer com a segon millors jugadors de la història.
A començaments del 2000, quan Kàrpov, Kortxnoi i Kaspàrov estaven encara en actiu, Anand llistà el seu particular Top 10 així: Fischer, Morphy, Lasker, Capablanca, Steinitz, Tal, Kortxnoi, Keres, Kàrpov i Kasparov.

### Leonard Barden
El 2008, en el seu obituari a Bobby Fischer, Leonard Barden hi escrigué que per molts experts, en Kaspàrov ha estat el millor jugador de la història, amb Fischer o bé Kàrpov com a segon.

### Irving Chernev
El 1976 l'escriptor d'escacs Irving Chernev publicà el llibre The Golden Dozen, en el qual hi classificava el seu particular top dotze de tots els temps: 1. Capablanca, 2. Alekhin, 3. Lasker, 4. Fischer, 5. Botvínnik, 6. Petrossian, 7. Tal, 8. Smislov, 9. Spasski, 10. Bronstein, 11. Rubinstein, i 12. Nimzowitsch.

### Bobby Fischer
El 1964 Bobby Fischer va fer una llista del seu top 10 a la revistra Chessworld: Morphy, Staunton, Steinitz, Tarrasch, Txigorin, Alekhin, Capablanca, Spasski, Tal, Reshevsky.

## Campions del món per títols i durada del seu regnat
El nombre de vegades que s'ha guanyat el campionat del món, o de regnats, es pot considerar com una guia pel cim escaquístic. La taula següent classifica els campions mundial en l'ordre donat per les victòries en el campionat del món. (Als efectes d'aquesta taula, una defensa del títol reeixida compta com una victòria, fins i tot encara que el matx acabés empatat.) La taula es complica a causa de la divisió en els títols entre el campionat "clàssic" i el campionat de la FIDE entre 1993 i 2006.
| Campió               | Total | Indiscutit | FIDE | Clàssic | Anys com a campió |
| -------------------- | ----- | ---------- | ---- | ------- | ----------------- |
| Emanuel Lasker       | 7     | 7          |      |         | 27                |
| Garri Kaspàrov       | 6     | 4          |      | 2       | 15                |
| Anatoli Kàrpov       | 6     | 3          | 3    |         | 16                |
| Mikhaïl Botvínnik    | 5     | 5          |      |         | 13                |
| Aleksandr Alekhin    | 4     | 4          |      |         | 17                |
| Wilhelm Steinitz     | 4     | 4          |      |         | 8                 |
| Viswanathan Anand    | 4     | 3          | 1    |         | 4                 |
| Vladímir Kràmnik     | 3     | 1          |      | 2       | 7                 |
| Tigran Petrossian    | 2     | 2          |      |         | 6                 |
| José Raúl Capablanca | 1     | 1          |      |         | 6                 |
| Borís Spasski        | 1     | 1          |      |         | 3                 |
| Bobby Fischer        | 1     | 1          |      |         | 3                 |
| Max Euwe             | 1     | 1          |      |         | 2                 |
| Vassili Smislov      | 1     | 1          |      |         | 1                 |
| Mikhaïl Tal          | 1     | 1          |      |         | 1                 |
| Ruslan Ponomariov    | 1     |            | 1    |         | 2                 |
| Aleksandr Khalifman  | 1     |            | 1    |         | 1                 |
| Rustam Kassimdjanov  | 1     |            | 1    |         | 1                 |
| Vesselín Topàlov     | 1     |            | 1    |         | 1                 |